# 백아면
백아면(白鵝面)은 대한민국 전라남도 화순군의 면이다.

## 역사
- 청동기 시대 : 청동기 시대 유적인 고인돌이 면내에 62기 분포하고 있다.
- 마한 시대 : 벽비리국(벽卑里國)의 일부인 두부지현(豆夫只縣)의 중심지였다.
- 백제 시대 : 두부지현(豆夫只縣)의 일부로서 존재하였다.
- 757년 (신라 경덕왕 16년) : 두부지현(豆夫只縣) 을 동복현(同福縣)으로 개칭하여 곡성군(谷城郡) 에 붙일 때 곡성군 자치고을 동복현(同福縣, 현재 복령마을 부근)의 일부지역이다. 동복현에는 이외에 자치고을로 龜城縣, 鴨谷縣, 保令縣, 大谷縣 등이 있었는데 북면지역에는 龜城縣(水村縣), 鴨谷縣 등이 있었다. 그러나 언제 형성되고 언제 없어졌는지는 자세히 알 수 없다. 다만 조선시대에 초기에 혁파되었을 것으로만 추측하고 있다.
- 1018년 (고려 현종 9년) : 동복현이 곡성군 소속에서 보성군 소속으로 바뀌면서 보성군 동복현 지역의 일부가 되었다.
- 1280년 (고려 충렬왕 6년) : 승 祖琰(祖英)의 관향이라 하여 자치고을 동복현에 중앙관리 감무가 파견되면서 그 관할하에 있었다.
- 1396년 (조선 태조 5년) : 동복감무가 화순현을 겸임할 때 동복감무의 관할에 있었다.
- 1405년 (조선 태조 5년) : 동복현에 있던 감무를 화순현으로 옮기면서 화순현 감무의 관할하에 있었다.
- 1407년 (조선 태조 7년) : 동복현과 화순현을 합하여 복순현(福順縣)이라 부를 때 복순현의 일부로 있었다.
- 1413년 (조선 태종 13년) : 복순현을 화순현으로 개칭할 때 화순현의 일부로 있었다.
- 1416년 (조선 태종 16년) : 화순현을 다시 화순현과 동복현으로 분리하여 동복현에 현감을 두면서 그 관할하에 있었다.
- 1655년 (조선 효종 6년) : 동복현 객사에 둔 연전패가 불에 타자 동복현이 폐현되고 화순현에 합쳐지면서 화순현의 일부로 있었다.
- 1664년 (조선 현종 5년) : 화순현을 다시 화순현과 동복현으로 분리하면서 동복현의 관할하에 있었다.
- 1759년 발간된 여지도서(與地圖書)에 의하면 동복현 7개면 중 내북면(內北面)과 외북면(外北面)으로 기록되어 있다.
- 1789년 (조선 정조 13년) : 호구총수(戶口總數)에 의하면 동복현 7개면 중 내북면(內北面)과 외북면(外北面)으로 되어있다. 내북면 관할리는 다음의 15개리 (松峙里, 鳥項里, 蘆令里, 四水里, 上多村, 下多, 毛老川里, 瓦村, 傑生里, 上谷里, 舞鶴村, 鶴泉里, 魚林里, 小桶里, 蘆洞里)였으며, 외북면의 관할리는 다음의 14개리 (蘆洞里, 平地里, 講禮洞, 陽地里, 松壇里, 院村, 藍峙里, 唱三里, 孟山洞, 東酉村, 西酉村, 玉洞里, 九水洞, 艾谷里)였다.
- 1864년 (조선 고종 1년) : 대동지지(大東地志)에 의하면 동복현 7개면 중 내북면(內北面)과 외북면(外北面)으로 분할되어 있었다.
- 1895년 (조선 고종 32년) : 나주부(羅州府) 동복군(同福郡, 4등군) 내북면(內北面), 외북면(外北面)으로 나뉘어 있었다.
- 1896년 (조선 고종 33년) 8월 4일 : 칙령 제36호 지방제도관제봉급경비개정의 건으로 전국이 13도제 실시에 따라 23부제가 폐지되고 전라남도 관할 동복군(4등군), 내북면(20리), 외북면(20리)이 되었다. 내북면의 관할리는 다음의 20개리 (熊谷里, 水渠里, 陰巖里, 島基里, 蘆頃里, 新基里, 鳥項里, 松峙里, 上谷里, 藥水里, 內蘆里, 鶴川里, 桃川里, 龍仙里, 傑生里, 上瓦里, 下瓦里, 毛老里, 上多里, 下多里)였으며, 외북면의 관할리는 다음의 20개리 (外蘆里, 松坍里, 新坪里, 陽地里, 芳村里, 項越里, 講禮里, 平地里, 院村里, 藍峙里, 盤谷里, 月谷里, 孟村, 東酉里, 西酉里, 玉洞里, 九水里, 外艾里, 鴨谷里, 黑石里)였다.
- 1910년 10월 1일 : 칙령 제354호, 357호(9월 30일공포)에 의하여 도·부·군·면(道·府·郡·面)(面·社·坊통합)을 정비하면서 면사무소를 두기 시작했는데 내북면은 약수리 437-1번지, 외북면은 원리 250번지에 면사무소를 설치하였다.
- 1914년 3월 1일 : 부군면 통폐합으로 인해 동복군을 폐지하고 화순군에 편입되면서 화순군 17면중 내북면(8개리), 외북면(8개리)이 되었다. 내북면 관할리는 다음의 8개리 (吉星里, 蘆基里, 三川里, 瓦川里, 水里, 龍谷里, 多谷里, 蘆峙里)였으며, 외북면 관할리는 다음의 8개리 (院里, 外艾里, 玉里, 西酉里, 孟里, 藍峙里, 松단里, 芳里)였다.
- 1932년 11월 1일 : 행정구역 개편에 의해 내북면과 외북면을 합하여 북면으로 칭하면서 면사무소를 이천리 67-1번지에 설치하였다. 북면의 관할리는 다음의 16개리이다. (吉星里, 蘆基里, 二川里, 瓦川里, 水里, 龍谷里, 多谷里, 蘆峙里, 院里, 外艾里, 玉里, 西酉里, 孟里, 藍峙里, 松坍里, 芳里)
- 1950년 11월 : 한국 전쟁으로 인해 면사무소가 소실되고 이서면 월산리로 대피하였다.
- 1952년 봄 : 이서면 월산리에서 와천리로 옮겼다.
- 1954년 : 아산국민학교 교실 1칸을 빌려 쓰면서 이천리 학천마을 216-3번지에 면사무소 청사를 신축하였다.
- 1983년 2월 16일 : 면사무소 청사를 216-3번지에 단층으로 신축하였다.
- 1984년 : 동복수원지 확장공사로 인하여 와천리 일부가 수몰지역에 편입되어 지와몰마을과 모릿내마을이 폐촌되었다.
- 1988년 3월 26일 : 외애리(外艾里)를 주민의 의견을 수렴하여 행정구역 명칭 변경을 허가받아 임곡리(林谷里)로 개칭하였다.
- 1990년 8월 23일 : 면사무소 청사를 2층으로 증축하였다.
- 2020년 1월 1일 : 행정구역 명칭 변경 북면 → 백아면[1]

## 행정 구역
| 법정리 | 한자명 | 행정리           | 비고            |
| ------ | ------ | ---------------- | --------------- |
| 길성리 | 吉星里 | 길성리           |                 |
| 남치리 | 藍峙里 | 남치리           |                 |
| 노기리 | 蘆基里 | 노기리           |                 |
| 노치리 | 蘆峙里 | 노치리           |                 |
| 다곡리 | 多谷里 | 다곡리           |                 |
| 맹리   | 孟里   | 맹리             |                 |
| 방리   | 芳里   | 방리             |                 |
| 서유리 | 西酉里 | 서유1귀, 서유2귀 |                 |
| 송단리 | 松坍里 | 송단1귀, 송단2귀 |                 |
| 수리   | 水里   | 수리             |                 |
| 옥리   | 玉里   | 옥리1귀, 옥리2귀 |                 |
| 와천리 | 瓦川里 | 와천리           |                 |
| 용곡리 | 龍谷里 | 용곡리           |                 |
| 원리   | 院里   | 원리             |                 |
| 이천리 | 二川里 | 이천1귀, 이천2귀 | 면사무소 소재지 |
| 임곡리 | 林谷里 | 임곡리           |                 |